# Vincenz Vecko
Vincenz Vecko, tschechisch Čeněk Vecko (1830 in Rozdialowicz – 13. Juni 1874 bei Prag) war ein tschechischer Opernsänger (Tenor).

## Leben
Veckos Stimme wurde 1861 in Leitmeritz entdeckt. 1863 debütierte er an der Tschechischen Oper im Prozatímní divadlo in Prag als „Manrico“ in Verdis Il trovatore.
1865 ging er an das Deutsche Landestheater in Prag. Versuche an einem anderen Theater unterzukommen scheiterten trotz der Tonfülle seines Tenors, die vor allem in den hohen und höchsten Lagen brillierte, infolge seiner mangelhaften deutschen Aussprache, die geradezu ohrenbeleidigend klang (Eisenberg).
1873 beendete er seine Karriere frühzeitig, da seine Stimme durch übermäßiges Forcieren und einer unregelmäßigen Lebensweise angegriffen war. Er zog sich auf sein kleines Landgut bei Prag zurück, wo er bereits am 13. Juni 1874 an einer Lungenkrankheit verstarb.
Seine großen Partien waren der „Edgardo“ in Lucia di Lammermoor, der „Masaniello“ in La muette de Portici, der „Raoul“ in den Les Huguenots, der „Robert“ in Robert le diable und der Herzog in Rigoletto.